# Canton de Genève
Pour les articles homonymes, voir Genève pour la ville et Genève (homonymie).
Le canton de Genève (GE), officiellement la République et canton de Genève, est l'un des 26 cantons de la Suisse. Son chef-lieu est Genève.
Au 31 décembre 2023, la population du canton s’établit à 524 410 habitants.
Il s’agit du successeur de la république de Genève, indépendante depuis le XVIe siècle jusqu'à son intégration dans la République française en 1798. Elle retrouve son indépendance le 31 décembre 1813 après le départ des armées de Napoléon Ier, puis devient un canton suisse le 19 mai 1815.
La république et canton de Genève occupe une superficie modeste, inférieure à celle du district de Nyon, mais elle est densément peuplée, car elle abrite la deuxième ville de Suisse. Situé à l'extrémité ouest de la Suisse et du Léman, ce canton est presque enclavé en France, car seule une bande de terre de 3 à 5 kilomètres de large le long de la rive ouest du Léman le relie à la Suisse.

## Toponymie
Le nom officiel du canton est « Seigneurie et république de Genève » entre 1534 et 1798, puis « République et canton de Genève » à partir de 1815. En allemand, son nom est « Kanton Genf » ; en italien « canton Ginevra » ou « cantone di Ginevra » ; en romanche « chantun Genevra ». En arpitan genevois, son nom est « canton de Geneva »,,. 

## Géographie

### Généralités

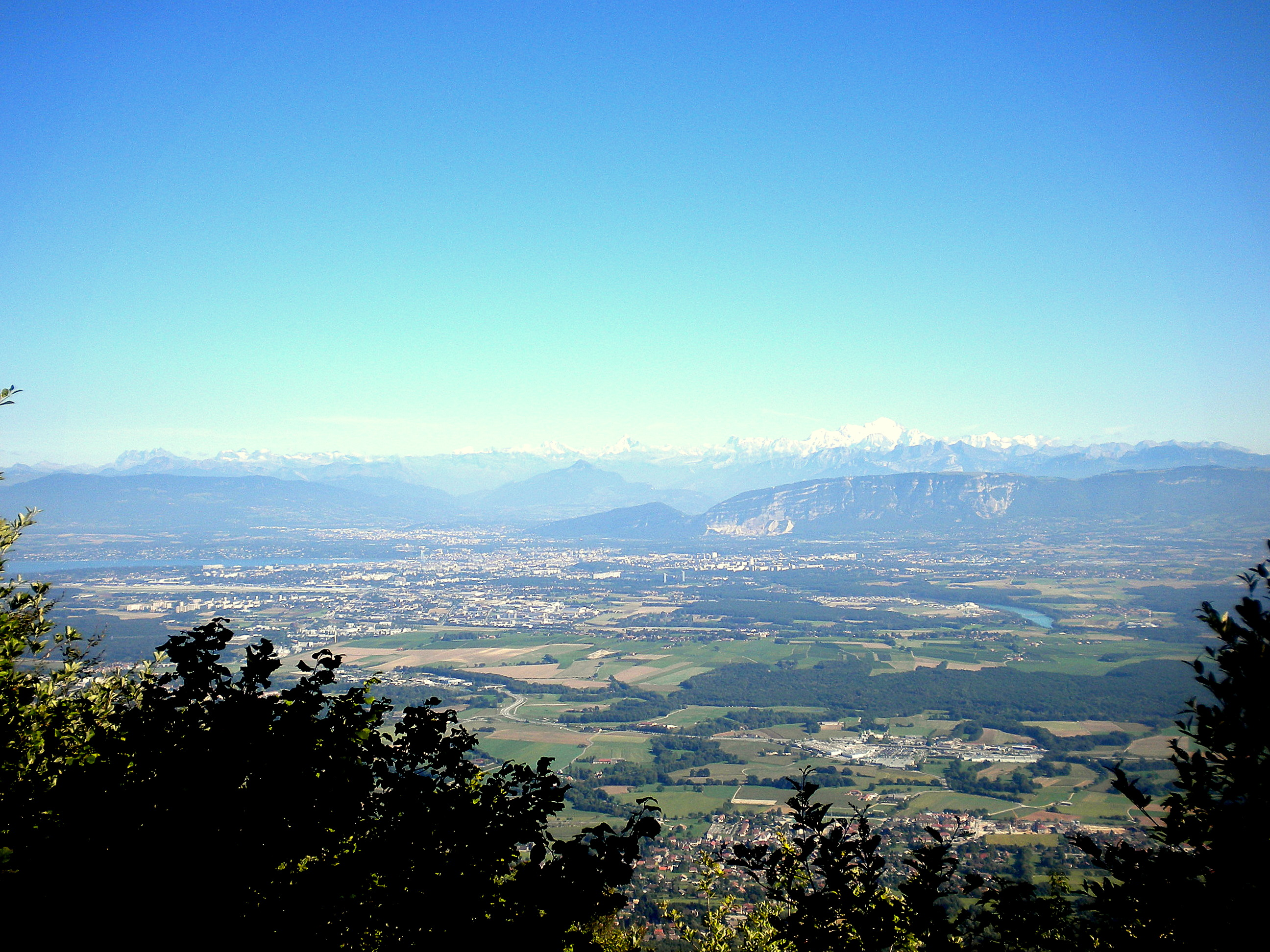
Vue sur la « Cuvette genevoise » depuis les contreforts du Reculet.

Situé à l'extrémité occidentale de la Suisse, au bout du Léman, le canton de Genève partage plus de 95 % de ses frontières avec la France (103 km contre 4,5 km si l'on exclut les frontières dans le canton de Vaud avec les exclaves de la commune de Céligny). Il est entouré des départements de l'Ain à l'ouest, et de la Haute-Savoie à l'est et au sud, ainsi que du canton de Vaud au nord, dans lequel est enclavée la commune genevoise de Céligny.
Le point le plus haut du canton se trouve aux Arales, qui culminent à 516 mètres, et son point le plus bas se trouve à Chancy au bord du Rhône, à 332 m d'altitude. Avec 282,48 km2, Genève est le sixième plus petit canton de Suisse.

### Relief

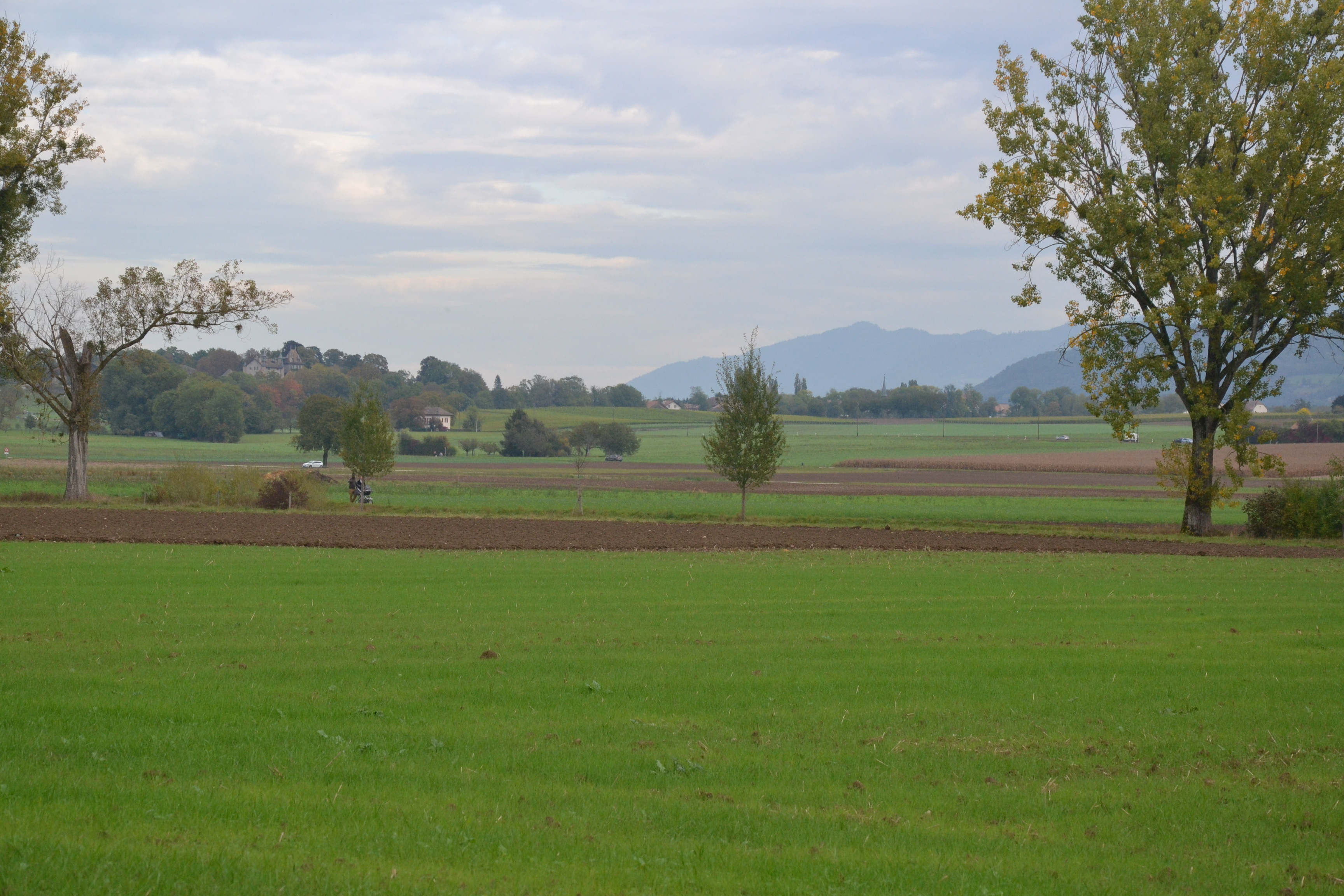
Campagne genevoise, près de Choulex.

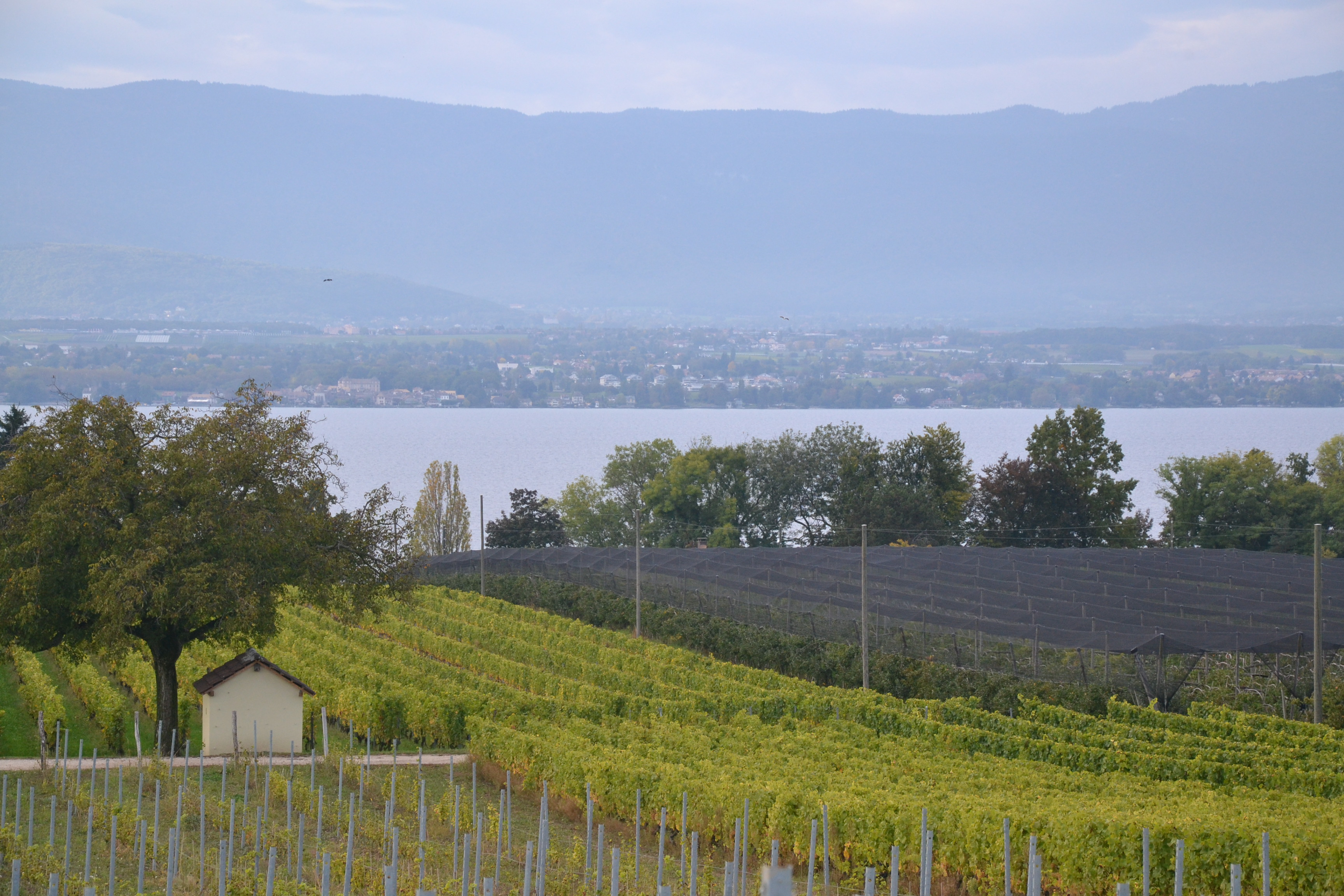
Vignes à Anières, au bord du Léman.

Elle est ceinturée, sur territoire français, par le massif du Jura au nord-ouest dont le point culminant s'établit au crêt de la Neige à 1 720 mètres, là où le point le plus élevé du canton se situe aux environs de 516 mètres sur la commune de Jussy (à Monniaz). Le Vuache à l'ouest, séparé des Monts du Jura par le creuset du Rhône, le Fort l'Écluse a été construit pour dominer la région du Genevois. Le Mont-de-Sion au sud, décrit par César dans la guerre des Gaules comme le seul passage franchissable pour les convois de chars désirant quitter Genava en direction de la Narbonnaise. Le Salève, au sud-est, est situé en France mais on le surnomme la montagne des Genevois de par sa grande facilité d’accès (téléphérique) mais aussi grâce à sa situation privilégiée de surplomb au-dessus du canton et du lac, qui offre une vue pour le moins spectaculaire. Par temps clair, on bénéficie d'un panorama allant de Fort l'Écluse, passage du Rhône creusé lors de la dernière glaciation par son glacier que l’on estimait s’étendre jusqu’aux alentours de Lyon et qui façonna les reliefs vallonnés et caillouteux de la plaine, jusqu’à Nyon dans le canton de Vaud.

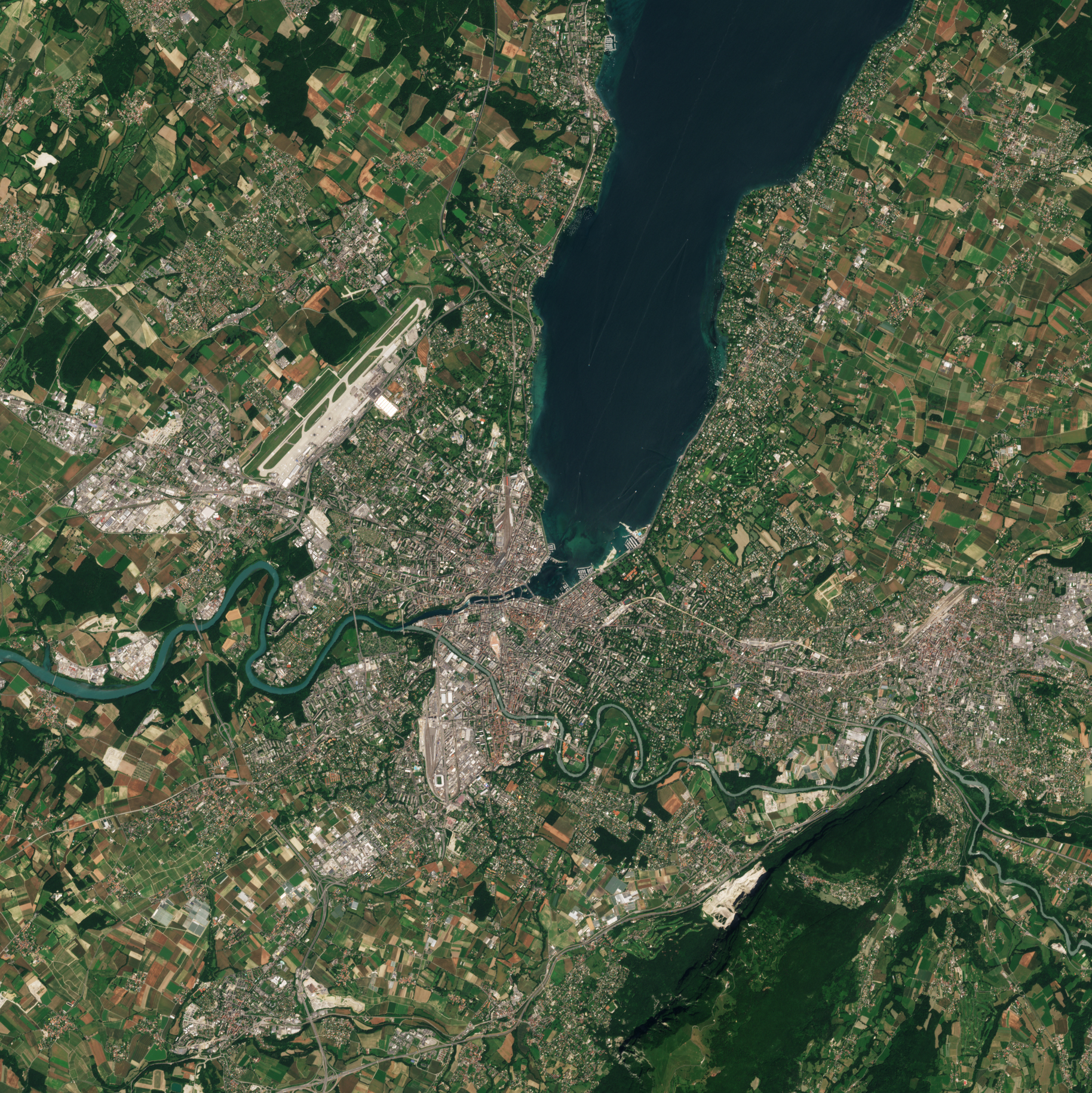
Vue partielle du canton de Genève par un satellite Sentinel-2.

La caractéristique principale du canton consiste en ce mélange très homogène entre d'un côté une ville moyenne par sa taille, mais grande par son rayonnement international, aidée en cela par son aéroport créé en 1923 (17,4 millions de passagers en 2017) et de l'autre par une campagne encore bien conservée, située au maximum à environ 15 kilomètres du centre-ville. Le Mandement, au nord-ouest du canton, est une partie vallonnée qui a été notamment creusée par l’Allondon, un affluent du Rhône prenant sa source au pied du Jura et qui regroupe les communes viticoles de Dardagny, Russin, et Satigny. Le barrage de Verbois construit sur le Rhône fournit une bonne partie de l’énergie genevoise et relie le Mandement à la région de la Champagne, sur la rive gauche, entre les communes de Russin et Aire-la-Ville.
Dans la Champagne genevoise se trouve la commune de Chancy, la commune la plus occidentale de la Suisse. C’est à Bernex, la bourgade principale, que se trouve le lieu-dit du Signal, le deuxième point le plus haut du canton avec 509,9 mètres, sur lequel on allumait jadis un feu destiné à être vu par le plus grand nombre. La commune de Bernex, qui regroupe sous son administration les villages de Lully et Sézenove, avoisine les 10 000 habitants. On trouve encore dans cette région de petits villages au cachet typique comme ceux qui ont été cédés par le duché de Savoie en 1815 lors de l’entrée de Genève dans la Confédération tels Sézegnin, Athenaz, Avusy, Laconnex, Soral, Cartigny ou encore Avully. La plus grande partie de la frontière entre la Champagne et la France est délimitée par la Laire, petit affluent du Rhône qui passe à proximité de Soral et Sézegnin et le Rhône.
La région comporte principalement des exploitations agricoles mais aussi viticoles et fournit, de par les couches de sédiments déposées par le glacier du Rhône, d’importantes ressources en gravier.

### Climat
| Données                         | jan. | fév. | mars | avril | mai  | juin | jui. | août | sep. | oct. | nov. | déc. | année |
| ------------------------------- | ---- | ---- | ---- | ----- | ---- | ---- | ---- | ---- | ---- | ---- | ---- | ---- | ----- |
| Températures moyennes max. (°C) | 4,5  | 6,3  | 11,2 | 14,9  | 19,7 | 23,5 | 26,5 | 25,8 | 20,9 | 15,4 | 8,8  | 5,3  | 15,2  |
| Températures moyennes min. (°C) | −1,5 | −1,2 | 1,5  | 4,5   | 8,8  | 12   | 14,1 | 13,7 | 10,5 | 7,1  | 2,2  | −0,1 | 6     |
| Précipitations (mm)             | 76   | 68   | 70   | 72    | 84   | 92   | 79   | 82   | 100  | 105  | 88   | 90   | 1 005 |
| Ensoleillement (heures)         | 55   | 84   | 148  | 170   | 192  | 233  | 260  | 228  | 176  | 111  | 64   | 48   | 1 768 |
| Source : MétéoSuisse.           |      |      |      |       |      |      |      |      |      |      |      |      |       |

### Transport et mobilité

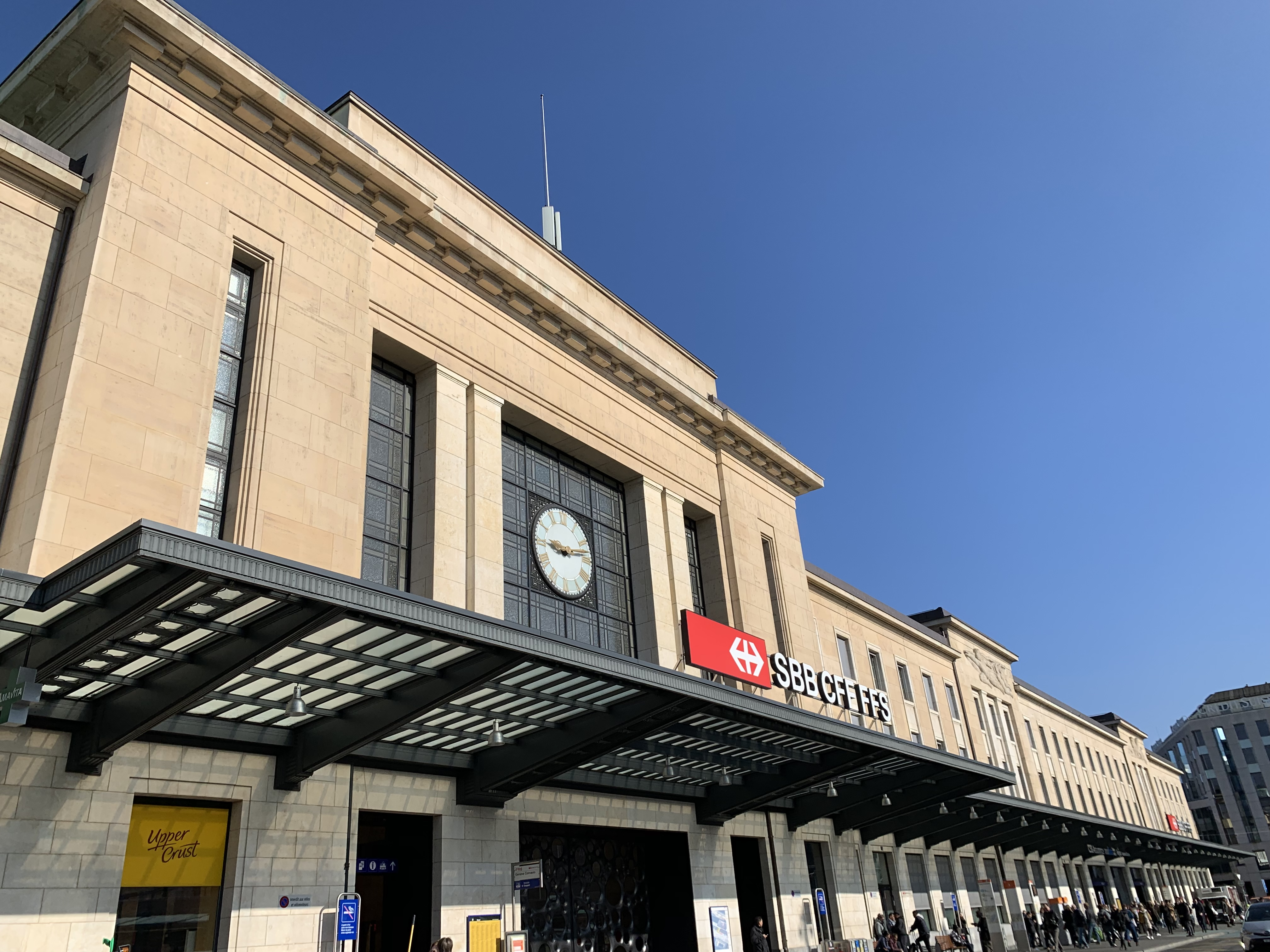
La gare de Genève-Cornavin.

#### Réseau ferroviaire
Les Chemins de fer fédéraux suisses (CFF) et la Société nationale des chemins de fer français (SNCF) avec le TGV Lyria ainsi que le TER Auvergne-Rhône-Alpes desservent le canton.
Le canton compte 22 gares dont la gare de Genève-Cornavin et la gare de Genève-Aéroport. Il est au cœur du réseau Léman Express ou RER franco-valdo-genevois dont la clé de voûte est la réalisation de la nouvelle ligne ferroviaire entre Genève et Annemasse, terminée en décembre 2019.

#### Réseau fluvial
Des embarcations surnommées Mouettes genevoises assurent les traversées entre la rive gauche et la rive droite du Léman à travers quatre lignes, accessibles avec les titres de transport Unireso. Plusieurs lignes de la Compagnie générale de navigation sur le lac Léman (CGN) desservent Genève. Notons l'existence d'une ligne touristique descendant le Rhône jusqu'au barrage de Verbois.

#### Réseau routier
L'autoroute A1 traverse le canton du nord au sud, en contournant Genève par l'ouest et en finissant à la douane de Bardonnex tandis que la route principale 1 aboutit dans le centre-ville de Genève. Le canton possède un important réseau routier cantonal, on peut citer par exemple la route 101 qui relie Genève au CERN et la frontière française.

#### Transports publics
Les Transports publics genevois (TPG) font partie des communautés tarifaires Unireso et Léman Pass. Ce réseau s'étend sur plus de 420 km de lignes, à travers cinq lignes de tramway, six lignes de trolleybus et une soixantaine de lignes d'autobus, dont plusieurs s'étendent jusqu'en France ou sont même intégralement en territoire français. Le canton a la particularité, commune avec celui de Bâle-Ville de n'avoir aucune ligne CarPostal.
La commune de Céligny, enclavée dans le canton de Vaud, bénéficie quant à elle d'une desserte par les Transports publics de la région nyonnaise (TPN).

#### Transport aérien
L'aéroport de Genève est situé près du hameau de Cointrin, sur les communes de Meyrin, Grand-Saconnex et Bellevue. Il est accessible en bus ou trolleybus (lignes 5, 23, 28, 50, 54, 57, 59 et 66 des Transports publics genevois) ou en train (gare de Genève-Aéroport). Entre 3 et 6 heures du matin, des lignes Aérobus desservent l'aéroport. Ce dernier est positionné en bordure de la frontière entre la France et la Suisse, ce qui a permis l'aménagement d'une route douanière reliant directement le terminal de l'aéroport au territoire français, évitant ainsi aux frontaliers le passage par la douane suisse. De grandes compagnies telles que EasyJet, British Airways, Air France, Lufthansa, Swiss, United, Etihad Airways, Emirates, Royal Air Maroc, Qatar Airways et EgyptAir proposent des lignes à destination de toute l'Europe et du reste du monde.

## Histoire
L'histoire du canton se confond avec celle de la ville de Genève et de ses mandements, particulièrement jusqu'à l'annexion par la France en 1798 de la république de Genève, fondée en 1541 par Jean Calvin, lorsqu’elle devient fin août la préfecture et chef-lieu du département du Léman. C'est la première fois que la commune est considérée comme une entité administrative distincte de son territoire. En 1813, à la suite de la défaite de l'armée napoléonienne, la restauration de la république de l'ancien régime est proclamée. Cette indépendance n'est toutefois que de courte durée, car très rapidement les magistrats de la ville, conscients que Genève ne peut plus former un État isolé, se tournent vers la Suisse, allié historique, pour demander leur rattachement à la Confédération, effectif le 19 mai 1815 à la suite du congrès de Vienne, après avoir négocié avec le duché de Savoie le transfert territorial de 108,8 km2 de terres pour supprimer la solution de continuité avec les territoires du Mandement et de Jussy, et obtenu six communes françaises pour désenclaver le futur canton par rapport au canton de Vaud (Collex-Bossy, Le Grand-Saconnex, Pregny, Vernier, Meyrin et Versoix soit 49,3 km2).
En 1846, une révolution dirigée par James Fazy renverse le gouvernement de la Restauration et établit la constitution qui régira le canton jusqu'en 2012, date de la nouvelle constitution genevoise. Au cours du XIXe siècle et au début du XXe siècle, Genève accueille de nombreux réfugiés politiques. Suivant les idées du Genevois Henri Dunant, le Comité international de la Croix-Rouge (CICR) est créé en 1864, première des institutions internationales que la ville va abriter.
La mission internationale de Genève s'affirme après la Première Guerre mondiale, lorsqu'elle est choisie comme siège de la Société des Nations, ancêtre de l'Organisation des Nations unies (ONU).

## Politique

### Niveau fédéral
- Au Conseil des États, le canton est représenté par 2 sièges.
- Au Conseil national, le canton est représenté par 12 sièges.

### Niveau cantonal
- Le Conseil d'État est composé de 7 sièges.
- Le Grand Conseil est composé de 100 sièges.

### Niveau communal
Jusqu'au 28 novembre 2021, les communes genevoises de moins de 3 000 habitants étaient administrées par un maire et deux adjoints, tandis que les communes de plus de 3 000 habitants élisaient un conseil administratif de 3 membres, ce nombre étant porté à 5 pour la ville de Genève. Depuis cette date, à la suite d'une votation populaire, toutes les communes élisent un conseil adminitratif de 3 membres (avec la même exception pour la Ville de Genève dont le conseil administratif comporte toujours 5 membres). Les conseillers administratifs occupent la fonction de maire à tour de rôle, le 1er juin de chaque année.
Chaque commune élit également un conseil municipal (législatif), dont la taille varie selon la population (de 9 membres pour les communes de moins de 600 habitants à 80 pour la ville de Genève).

### Communes

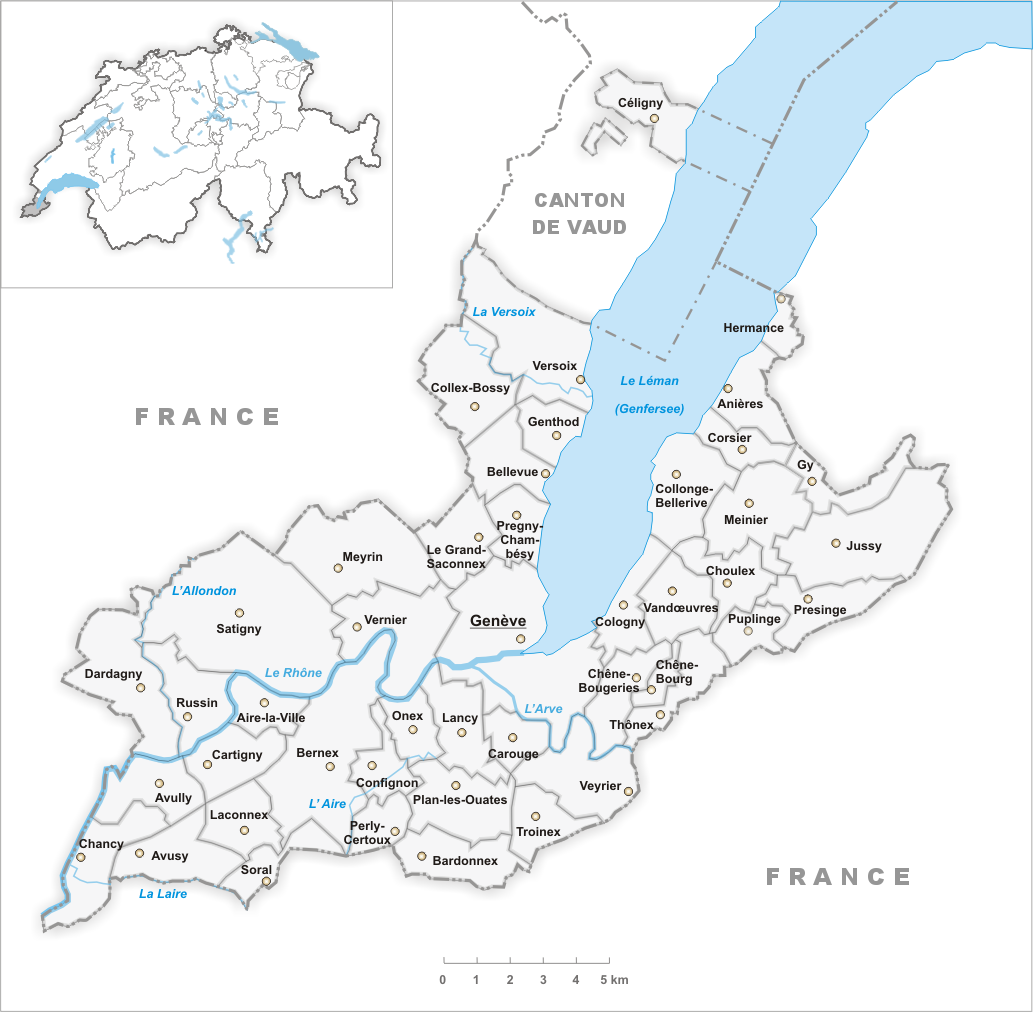
Les communes genevoises.

Au 31 décembre 2023, le canton de Genève compte 12 villes sur les 45 communes genevoises, :
- Genève, 205 839 habitants
- Vernier, 37 536 habitants
- Lancy, 36 237 habitants
- Meyrin, 26 871 habitants
- Carouge, 22 600 habitants
- Onex, 18 876 habitants
- Thônex, 16 764 habitants
- Versoix, 13 978 habitants
- Chêne-Bougeries, 13 830 habitants
- Le Grand-Saconnex, 12 827 habitants
- Plan-les-Ouates, 12 214 habitants
- Veyrier, 11 924 habitants

### Sécurité
En plus des différentes polices municipales gérées par certaines communes (ex. : police municipale de Genève), le canton de Genève dispose d'un corps de police au niveau cantonal. En plus des services administratifs et logistiques, le corps de police est composé des services police-secours, police internationale, police de proximité, police routière et police judiciaire. Des unités spécialisées le Groupe d'intervention[pas clair] existent pour faire face aux menaces particulières. L'unité de déminage (NEDEX) est conjointe avec le canton de Vaud.
Le canton de Genève accueille et gère sept établissements pénitentiaires sur son territoire :
- la prison de Champ-Dollon (Puplinge) : détention provisoire et exécution de peine[31]
- l'établissement fermé de la Brenaz (Puplinge) : exécution de peine[32]
- l'établissement fermé Curabilis (Puplinge) : exécution de traitement thérapeutique institutionnel[33]
- l'établissement ouvert avec section fermée de Villars (Genève) : exécution de peine[34]
- l'établissement ouvert le Vallon (Vandœuvres) : exécution de peine - travail extérieur[35]
- le centre éducatif de détention et d'observation la Clairière (Vernier) : mineurs[36]
- l'établissement de détention administrative Favra (Puplinge) : détention administrative[37]

## Population et société

### Démographie
Au 31 décembre 2023, le canton de Genève compte 524 410 habitants, soit 5,9 % de la population totale de la Suisse. Seuls cinq cantons sont plus peuplés que Genève (Zurich, Berne, Vaud, Argovie et Saint-Gall). Sa densité de population atteint 1 856 hab/km2.
Le graphique qui aurait dû être présenté ici ne peut pas être affiché car il utilise l'ancienne extension Graph, désactivée pour des questions de sécurité. Des indications pour créer un nouveau graphique avec la nouvelle extension Chart sont disponibles ici.

### Religions
Le tableau suivant détaille la population du canton suivant la religion, en 2014 :
| Religion            | Pourcentage |
| ------------------- | ----------- |
| Sans religion       | 37,16 %     |
| Catholiques romains | 35,98 %     |
| Protestants         | 9,93 %      |
| Autres chrétiens    | 5,48 %      |
| Musulmans           | 5,90 %      |
| Juifs               | 1,02 %      |

### Éducation
L'éducation publique est gérée par le Département de l'instruction publique, de la formation et de la jeunesse (DIP),.
- L’enseignement obligatoire comprend 164 écoles primaires (réunies en 58 établissements) et 19 cycles d'orientation (CO, enseignement secondaire I).
- L’enseignement secondaire II comprend : onze collèges (formation gymnasiale à plein temps, culture générale comprenant les langues, les mathématiques et sciences expérimentales, les sciences humaines et les arts) ; six écoles de culture générale (ECG) dont une pour adultes ; huit centres de formation professionnelle (arts, commerce, construction, nature et environnement, santé, social, hôtellerie et restauration, technique) et un centre de formation pré-professionnelle.
- Les hautes écoles : la Haute École spécialisée de Suisse occidentale (HES-SO Genève) et l'Université de Genève.

Le canton compte également 43 écoles privées.

## Économie
L'économie genevoise est principalement orientée vers les services même si le canton a une longue tradition agricole et viticole. Elle comprend un important secteur financier qui est spécialisé dans le secteur bancaire et le financement du commerce international (négoce).
De nombreuses banques sont représentées à Genève, parmi lesquelles les banques privées Baumann & Cie, Bordier & Cie, E. Gutzwiller & Cie, Gonet & Cie, Landolt & Cie, La Roche & Co Banquiers, Lombard Odier & Cie, Mirabaud & Cie, Mourgue d'Algue & Cie, Pictet & Cie, Rahn & Bodmer, Reichmuth & Co, Wegelin & Co, etc.
Entre mars et septembre 2008, Genève est passée de la septième à la sixième place au classement des places financières mondiales selon 
le Global Financial Centres Index de la City of London.
Genève est le siège international de compagnies comme Merck Serono (départ annoncé en 2012) et STMicroelectronics. Beaucoup d'autres compagnies multinationales comme Alcon, DuPont de Nemours, Electronic Arts, Hewlett-Packard, IBM, McDonald's, Procter & Gamble, Thomson Reuters, Colgate-Palmolive  et Sun Microsystems y ont installé leurs sièges européens.
Le canton a également une longue tradition dans le domaine de l'horlogerie : en 2007, 75 sociétés actives dans ce secteur sont basées à Genève avec des marques telles que Baume & Mercier, Chopard, DeWitt, FP Journe, Franck Muller,  Hublot, Patek Philippe, Piaget, Roger Dubuis, Tudor, Urwerk, Vacheron Constantin et surtout Rolex, le plus important employeur privé du canton en 2019.
Firmenich et Givaudan, deux producteurs importants d'arômes et de parfums y ont leurs sièges et leurs centres de production.

### Secteurs d'activité

#### Sciences et techniques
Au niveau européen, l'Organisation européenne pour la recherche nucléaire (CERN), est situé des deux côtés de la frontière, sur la commune suisse de Meyrin, et les communes françaises de Prévessin-Moëns et Saint-Genis-Pouilly.

#### Organisations internationales
De nombreuses institutions ont leur siège, leur centre européen ou leur bureau à Genève. Parmi celles qui se trouvent en périphérie, on peut citer:
- l'Organisation mondiale de la santé (OMS) – basée à Pregny-Chambésy ;
- l'Union	interparlementaire (UIP) – basée au Grand-Saconnex	;

## Culture locale

### Emblèmes

Les armoiries cantonales avec cimier, écu et devise.

Le canton de Genève a pour emblèmes un drapeau et un blason. Les armoiries de Genève se blasonnent : Parti, en 1, d’or, au demi-aigle bicéphale de sable, armée, languée et couronnée de gueules et en 2, de gueules, à la clé d’or, posée en pal. La devise cantonale est Post tenebras lux. 

### Langues
(mai 2021).
La langue traditionnelle du canton de Genève est l'arpitan (ou francoprovençal), dans son dialecte genevois. C'est d'ailleurs dans cette langue qu'est composé l'hymne officiel cantonal, le Cé qu'è lainô. 
Le tableau suivant détaille la population du canton suivant la langue principale, entre 2016 et 2020 :
| Langue principale     | Pourcentage |
| --------------------- | ----------- |
| Français              | 80,0 %      |
| Anglais               | 12,1 %      |
| Portugais             | 9,7 %       |
| Espagnol              | 7,8 %       |
| Italien               | 6,6 %       |
| Allemand              | 4,4 %       |
| Albanais              | 2,2 %       |
| Arabe                 | 2,0 %       |
| Langues serbo-croates | 1,0 %       |
|                       | 125 %       |

Note : les personnes interrogées ont eu la possibilité de mentionner plusieurs langues principales.

### Jours fériés
Le Jeûne genevois est un jour férié propre au canton de Genève, qui est célébré le jeudi suivant le premier dimanche de septembre.
Le 31 décembre est un autre jour férié propre au canton de Genève. C'est l'anniversaire de la Restauration de la République décrétée en 1813 après l'épisode napoléonien.